# Jordan Geist
Jordan Geist (* 21. Juli 1998 in Butler, Pennsylvania) ist ein US-amerikanischer Leichtathlet, der sich auf das Kugelstoßen spezialisiert hat, und auch im Hammerwurf an den Start geht.

## Sportliche Laufbahn
Jordan Geist wuchs in Saxonburg in Pennsylvania auf und sammelte 2017 erste internationale Erfahrungen, als er bei den U20-Panamerikameisterschaften in Trujillo mit einer Weite von 22,02 m die Goldmedaille mit der leichteren 6-kg-Kugel gewann. Zudem begann er im selben Jahr ein Studium an der University of Arizona. 2019 siegte er mit 20,81 m bei den U23-NACAC-Meisterschaften in Santiago de Querétaro und gewann anschließend mit 20,67 m die Silbermedaille bei den Panamerikanischen Spielen in Lima hinter dem Brasilianer Darlan Romani. 2023 wurde er NCAA-Collegemeister in der Halle und im Freien und gewann dann bei den Panamerikanischen Spielen in Santiago de Chile mit 20,53 m die Bronzemedaille hinter dem Brasilianer Romani und Uziel Muñoz aus Mexiko.

## Persönliche Bestleistungen
- Kugelstoßen: 21,59 m, 13. April 2019 in La Jolla
  - Kugelstoßen (Halle): 21,45 m, 27. Januar 2018 in Seattle
- Hammerwurf: 75,97 m, 7. Juni 2023 in Austin